# 徐晓钟
徐晓钟（1928年7月1日—），男，江苏南京人，中国戏剧导演、理论家、戏剧教育家，1960年毕业于苏联卢那察尔斯基戏剧学院，曾任中央戏剧学院院长、名誉院长，中国戏剧家协会副主席，第八、九届全国政协委员。